# 日韩海底隧道

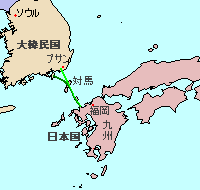
日韓海底隧道預定路線圖

日韩海底隧道是一个设想中的经过壹岐島和对馬岛穿越朝鲜海峡的把日本和韩国连接起来的海底隧道工程计划，其最短的直线距离约128公里。2008年初，在与韩国方面进行了长期的（从1980年开始）、反复的讨论之后，10位资深日本立法机构成员对该计划进行了复审并成立了一个新的委员会争取实现这个计划。2009年初，由来自日韩两国的人员组成的一个研究小组同意成立一个委员会制定具体的建设计划。委员会负责人说，该隧道将有利于地区经济的发展并对重启当前陷于停滞的双边贸易谈判发挥关键作用。该隧道建成后将成为泛亚公路1号线（AH1）的一部分，连接韩国和日本。不過2022年5月，日本媒體在隧道可能設置出入口的市區進行街頭採訪時，受訪日韓市民對此隧道的態度都偏冷淡，加上大力支持建築日韓隧道的統一教受2022年7月安倍晉三遇刺案連帶的醜聞纏身，進一步拖累日方對項目的支持。

## 计划的历史

### 建议的由来
该海底隧道计划最早是在20世纪30年代晚期，并被称之为大東亞縱貫鐵道。
据说，日本总务省于1938年决定对日韩之间的海下进行初步测量，而在第二次世界大战期间日本政府积极寻求实现该项工程以便把日本和朝鲜半岛连接起来，并最终与亚洲大陆的其他部分连接起来。
1939年，一位日本铁路官员汤本升（Yumoto Noboru）在其关于一条连接日德两国、横跨欧亚大陆的铁路的书中，建议经由对马岛修建连接日本和韩国的海底隧道。这样一种地面交通联系将在太平洋战争爆发后海路不通的情况下，确保日本与欧洲之间的交通运输。该计划从1941年开始得到日本政府的认真考虑。
1940年10月，日本内阁颁布了其“国家空间计划纲要”研究概览，概括地叙述了其在亚洲占领的被征服国家和地区以及其势力范围内的长期发展目标。随着与美国关系的恶化，日本进一步细化了其计划，决心通过广泛的铁路和海上网络增强其与亚洲大陆的地缘政治和种族联系，重点是将日本与其殖民地连接起来的朝鲜半岛大陆桥。为达此目的，日本的计划号召在其交通运输基础设施上进行一次“大跃进”，包括子弹式高速列车，以便把战时物资和其他必需品运进和运出日本。
到1942年8月，日本南满铁路公司已经制定了一个从满洲国到新加坡的8,000公里的铁路网计划。因此，为建设通往朝鲜的陆路交通线，以便将日本与该规划中的铁路网连接起来，日本开始着手进行第一步工程，在日本的九州岛和本州岛之间修建了一座长3.6公里的的海底隧道和几座桥梁。
虽然在日本南部修建铁路线、桥梁和隧道的初始工作已经起步，但由于第二次世界大战使该国经济和基础设施恶化，几年之后该工程便停了下来。1943年之后，随着原材料、人力和运力的日益短缺，日本取消了其空间规划体系（国土整治计划）中的庞大的新亚洲铁路基础设施计划，而把全部注意力放在防卫上。其国土计划组织于1943年撤销，人员转到日本内政部。

### 二战后的活动
二战结束之后，在日韩之间建设固定链接的建议多次在公众中展开过讨论。两国领导人也在多个场合呼吁建设这个隧道。
从1980年代开始，一个日本研究小组开始对该隧道的可能路线进行详细研究和勘察。1988年，日本研究人员雇用一家韩国公司对巨济附近海域进行勘察以便把该地区的地质特征编写成文件。
2000年9月，韩国总统金大中说，必须对使整个日本能够连接到欧洲的这个“未来之梦”计划进行评估。金的这个评论是在他会见当时的日本首相森喜朗时说的。2000年10月，日本首相森喜郎建议在首尔召开的亚欧峰会上把该计划提出来以推动其实现，但由于无论是韩国还是日本都不想将其作为一个正式的双边项目提出来而搁浅。
到2002年初，韩国建设和运输部已经委托三个研究机构对该项目的可行性进行研究。也是在2002年，日本专家估计该隧道将耗时15年和花费770亿美元才能完成。大约在那时（2002年中），南北朝鲜关系的缓和给日韩隧道工程提供了推动力。朝鲜和韩国政府都同意修建一条从首尔到平壤的铁路，然后延伸到位于鸭绿江边的朝鲜城市新义州，同时修建一条与铁路平行的公路。火车可以从新义州出发越过中朝边境通过穿越中国的铁路（TCR—Trans-Chinese Railway）和俄罗斯的泛西伯利亚铁路（TSR—Trans-Siberia Railway）与整个的欧洲铁路网相连。
2002年9月，一个由5人组成的日本代表团拜访了韩国东南沿海慶尙南道省省长金爀珪（Kim Hyuk-kyu），讨论修建一条海底隧道的建议。日本立法小组由当时任日本参议院自民党立法委员，后来成为下一届日本内阁中的司法部长的野沢太三率领。野沢当时是日本土木工程项目的关键人物，他也访问了韩国的巨济地区。韩国当地政府官员说，这一访问标志着韩国一方开始对这一隧道抱有期待。同月，俄罗斯负责亚洲太平洋事务的副外长亚历山大·洛修科夫在引起人们对该工程的讨论的评论中说道：“这是某种遥远的将来的事情，但它是可行的。”
该隧道工程在本世纪又一次由日本第91任首相福田康夫提出。与其前任卢武铉不同，2008年2月就任韩国总统的李明博表示愿意考虑这一计划。有报道称前日本防务大臣和长期的国会议员衛藤征士郎在和其他的来自各党派的有兴趣的立法议员会面后说，“这是一个富有梦想的鼓舞人心的工程，”、“我们将把它作为一项和平工程的象征来推动它。”日本立法机关成员也说，该隧道可以“在某一天使旅客能够从东京坐火车直达伦敦。”
統一教的教祖文鲜明一直是该隧道工程的一位长期的支持者。他早在1981年就建议修建一条“泛亚高速公路”，并帮助建立了国际公路建设公司（IHCC）来建造这个公路和其他的运输基础设施。1986年又在日本一方的對馬島和唐津市建了用來勘探周邊地質的隧道，其中邀請了負責過青函隧道的工程師指導挖掘。

### 建议的路线
一个二战后提出的称之为“韩－日友好隧道系统” 的早期建议的隧道路线是从日本九州的福岡市出发，经由海峡中的四个岛屿，到达韩国的港口城市釜山。
大约从1988年以来，日韩隧道研究协会（由韩国统一教会提供资金）提出了三条新的路线。所有三条新路线的东端都在日本九州岛的佐賀県唐津市。一条路线的西端在韩国的港口城市釜山，另两条路线的西端在韩国的巨济市，而所有三条路线都穿过海峡中的对马岛和壹岐岛。三条路线穿越朝鲜海峡（包括东面的対马海峡和西面的釜山海峡）的隧道和横越海岛的地上线路的总长度在209－231公里之间，远远超过了把英国和法国连接起来的长度为50.5公里（31.4英里）的欧洲隧道。

## 潜在的好处、成本和可能的问题
在上世纪（20世纪）80年代中期，该隧道的成本估计大约为700亿美元，日韩隧道研究协会确定为10—15兆日元之间。拟议中的隧道工程将使这两个国家之间的运输成本节约大约30％。该隧道还将为韩国提供一个机会把首尔之外的其他城市作为旅游目的地以重新定义和扩展其处于停滞状态的旅游业，因为该隧道将作为一个门户使旅游者方便地进出朝鲜半岛。
2008年，日本的一项初步研究报道说通过隧道的货物运输成本将只有传统的海运成本的四分之一，且货物将在两天之内从日本运到欧洲，而海运则需要20天。
另一位早期观察家写道：
|  | 看起来该隧道工程是有经济意义的。考虑到把一个集装箱绕过好望角运到欧洲的成本，以及现在的很多大型集装箱船不能通过苏伊士运河（现在的很多集装箱船是如此之大以至于不能通过苏伊士运河）这种情况，把该集装箱通过铁路运输可能是经济的。特别是如果它所装载的货物是紧急的，用船运输太慢，而用飞机运输又太贵的话。 |

其他一些人也参与了该隧道工程的争论。韩国新闻媒体朝鮮日報在2007年报导说，修建该隧道将花费60—100兆韩元，耗时15－20年。这是修建英法之间的欧洲隧道的费用的5倍多和修建时间的3倍多。该计划的反对者说，韩国从这一隧道中得到的好处很少，它将主要地帮助日本将其经济和政治影响扩展到亚洲大陆。
根据韩国海洋大学教授朴镇镐的说法，在2007年之前把一个20英尺（6.1米）的集装箱从大阪运到釜山的成本是665美元。有了海底隧道之后，估计的运输成本是472美元，几乎节约30％。而如果北朝鲜允许火车穿过其境内通往中国，然后再利用中国的铁路网和俄罗斯的穿越西伯利亚的铁路到达欧洲，则可以得到更大的经济上的好处。
但是，同一年也出现了对该隧道是否能够盈利的负面看法。首尔崇實大學的日本研究教授申章澈（Shin Jang-churl）说，两国的建议都 “……只不过是（空洞的）外交辞令。”（对该隧道来说）关键问题是其庞大的建设费用和可能的低盈利能力，就像欧洲隧道于1994年投入运营后的财务状况一样。
2009年初，新的联合研究小组发现，日本一项研究估计的建设成本为10兆日元，而韩国一项研究估计的建设成本几乎为200兆韩元。日本的一个报告还表明，该隧道在经济上是不可行的，这个结论与由韩国人所进行的另一项研究的结论是类似的。
但是，该研究小组还指出，如果决策者把该工程在创造就业和复兴建筑工业上的作用考虑进去的话，在经济上还是可行的。韩国的建筑业将增加13兆韩元的产值，而日本将增加18兆韩元的产值。该研究小组预计，其对工业的影响将使韩国得到54兆韩元的好处，而日本将得到88兆韩元的好处。

## 伴生的困难

### 社会方面
由于各种原因，无论是日本还是韩国公众都对建立相互之间的紧密联系持保留态度，而政治领导人对此也較敏感。其中一个原因是部分韩国人的心理因朝鮮日治時期而對日本感到排斥。據首尔中央大學城市规划教授许在完，为了使该工程在政治上可行，必须使该工程得到两国国民的支持，因为：「日本人怀有一种与亚洲其他国家不同的恐外民族主义。与此相反，韩国人则相信他们遭受过日本人的欺压因而怀疑日本的扩张主义，并认为该隧道会导致韩国经济和文化会并入日本文化。」
2000年中，对历史、领土和对北朝鲜政策的争论把两国关系带到一个低点并加深了彼此间的不信任。首尔崇實大學教授申章澈建议，日本和韩国的国民在把他们分开的相关问题上取得一致的看法是至关重要的。

### 政治方面
由于该隧道工程提供的后勤优势可能会增强日本在亚洲的经济和政治霸权的担忧，韩国专家已经建议在着手进行该工程时要谨慎从事。
另一个引起争论的问题可能是位于朝鲜海峡东北的竹島（韩国称为獨島）。日本声称对该岛拥有主权，但在二战后该岛却一直由韩国政府管辖并由韩国海岸警卫队、警察和灯塔守护员工占据。
自從前日本首相安倍晉三於2022年7月8日遇刺身亡後，促進建築日韓隧道的統一教因爲長期要求日本信徒盲目捐獻巨款及巴結日本自民黨成為了日本輿論抨擊的對象，其中媒體更翻出前統一教日本會長梶栗玄太郎在他著作的《國際高速公路企劃》（国際ハイウェイプロジェクト）一書中提及建築勘探隧道的100億日圓費用都是由信徒的捐款支付，時任日本首相岸田文雄因此要求自民黨黨員申報與統一教的來往，並於2022年8月10日改組內閣試圖與統一教劃清界線。

### 后勤方面
如果铁路系统最终要通过中华人民共和国连接到穿越西伯利亚的铁路的话，使用该隧道的铁路公司最终将要面对的一个经济问题是不同的铁路轨距。俄罗斯、韩国和日本使用分别为1520、1435（標準軌）和1067毫米的不同的铁路轨距（日本仅在其新干线及少數通勤鐵路上采用标准轨距）。

## 延伸阅读
- Fumihiko, Ito(Penta-Ocean Constr. Co., Ltd.) Keiichi, Kobayashi(Taisei Corp.) Takashi Kashima(Japan Railway Constr. Public Corp.) Yoichi, Wakasugi(Penta-Ocean Constr. Co., Ltd.) Kazuhiko Daito(Chizaki Kogyo Co., Ltd.) (1999) Construction of submarine railway tunnel with "tenoned segments of largest diameter made in Korea"，Accession number 99A0878939, Proceedings of Annual Conference of the Japan Society of Civil Engineers. Journal Code: S0330B, Vol. 54, pgs.122-123, published in Japanese;
- Kim, D.H and W.H. Park, W.H. Experiment by Using Reduced Scale Models for the Fire Safety of a Rescue Station in Very Long Rail Tunnel in Korea （页面存档备份，存于），Track and Civil Engineering Research Department, Korea Railroad Research Institute, Republic of Korea, published online 24 February 2006.

## 參閱
- 萨哈林－北海道隧道：一个计划中的隧道，日韩隧道的潜在竞争者
- 大東亞縱貫鐵道
- 南满铁路
- 日本与朝鲜半岛关系
- 韓國高速鐵道
- 新幹線
- 泛亞鐵路
- 泛亚铁路政府间协议（英语：Trans-Asian Railway Network Agreement）
- 泛亚公路
- 环球高速公路（英语：Trans Global Highway）
- 西伯利亚铁路
- 轉軌（英语：Break-of-gauge）
- 换柜（英语：Transloading）
- 海底隧道
- 隧道掘進機
- 青函隧道
- 台灣海峽隧道
- 英法海底隧道